# Paser (Beamter)
Paser war ein hoher altägyptischer Beamter, der zu Beginn der 19. Dynastie unter Ramses II. wirkte. Er ist vor allem von seinem Grab in Sakkara bekannt, das 1981 gefunden und ausgegraben wurde. 

## Amt und Titulaturen
Paser trug Titel wie:
- Sesch-nesu: „Schreiber des Königs“
- Imi-ra-qed-en-neb-taui: „Vorsteher der Maurer des Herrn-der-Zwei-Länder“.

Er war somit Vorsteher der königlichen Bauarbeiter. 

## Familie
Sein Vater hieß ebenfalls Paser und war „Domänenvorsteher des Amun“ (jmj-r3-pr-n-Jmn). Der Bruder des Paser war Tjuneroy. Seine Gemahlin hieß Pipui (Pjpwj). Beide hatten sie mehrere Kinder: Amenwahsu, Rii (Rjj), Ptahemwia und Nehyt.

## Grab
Das Grab des Paser ist aus Lehmziegeln erbaut und hat einen Hof mit einer Kapelle an der Rückseite. Nur die Kapelle war mit Kalkstein verkleidet, doch war sie weitestgehend undekoriert. Es fand sich nur eine Stele. In der Kapelle standen auch zwei Pfeiler, die beschriftet waren. Neben dem Eingang zur Kapelle standen zwei Stelen, von denen eine heute noch erhalten ist und sich im Britischen Museum befindet. Sie zeigt Paser und seine Familie im unteren Register. Im oberen Register sieht man Paser und Tjuneroy betend vor Götterstandbildern stehend.